# Carolinensiel

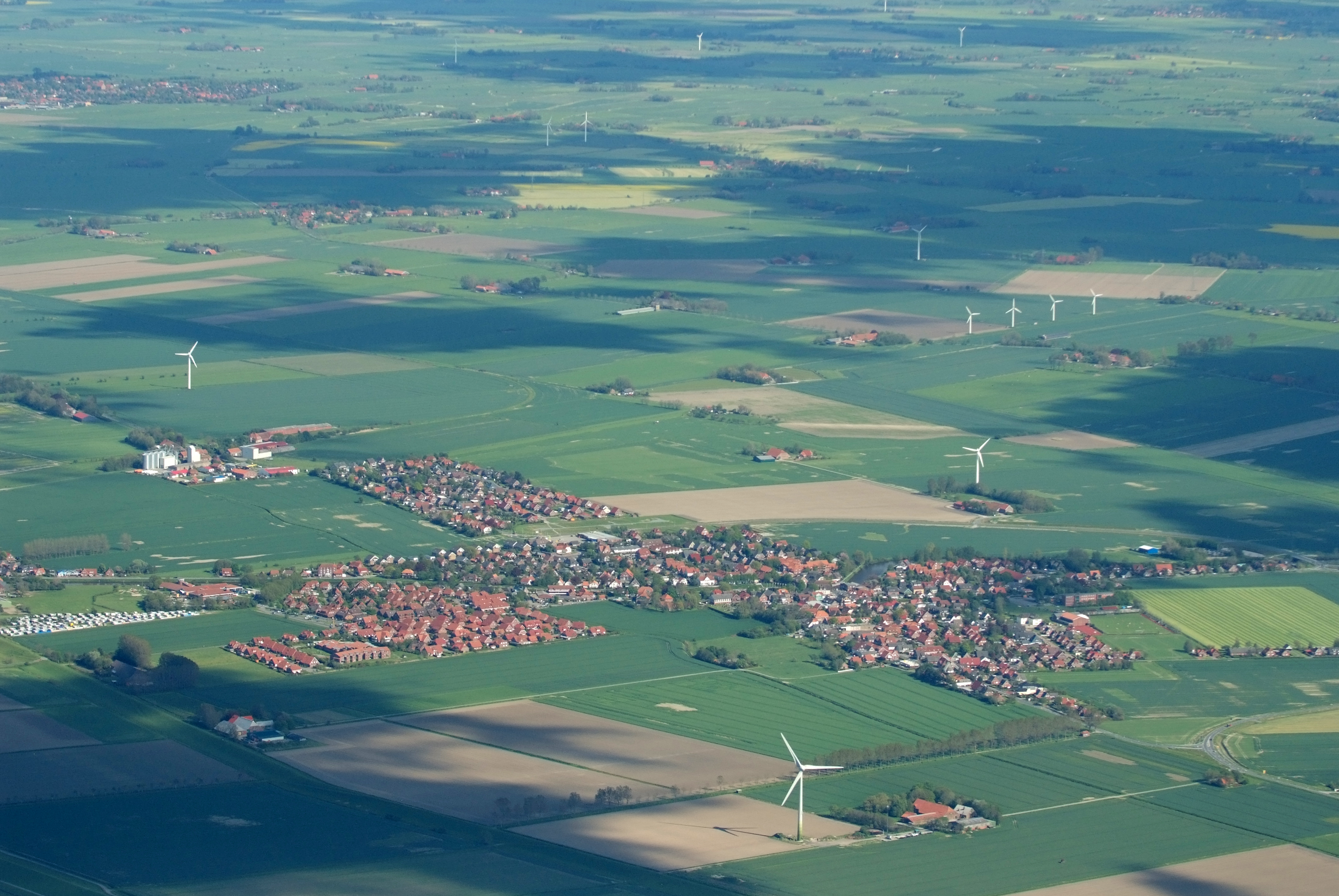
Carolinensiel (2012)

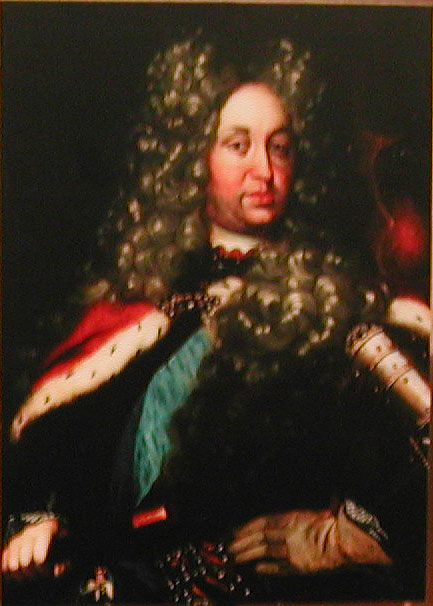
Georg Albrecht della Frisia Orientale (1690 – 1734), fondatore di Carolinensiel

Carolinensiel è un sobborgo di Wittmund, comune tedesco e capoluogo del circondario (Landkreis) omonimo nella regione della Frisia Orientale (Ostfriesland), in Bassa Sassonia (Niedersachsen, Germania nord-occidentale).
La località, che prende il nome dalla principessa Sofia Carolina di Brandeburgo-Kulmbach, moglie del fondatore Georg Albrecht della Frisia Orientale (1690 – 1734), è un villaggio di pescatori, che si trova lungo il corso del fiume Harle, che qualche chilometro più a nord si getta nel Mare del Nord.

## Geografia fisica

### Collocazione
La località si trova 13 km a nord di Wittmund e pochi km a sud dal porto di Harlesiel, altro sobborgo di Wittmund e punto di partenza per i traghetti diretti all'isola di Wangerooge.

## Etimologia
Se la prima parte del nome “Carolinensiel” fa riferimento – come detto – alla dalla principessa Sofia Carolina di Brandeburgo-Kulmbach, la seconda parte –siel è un suffisso molto diffuso nei toponimi della Frisia Orientale e significa all'incirca “chiusa”, “canale di scolo”.

## Storia
La località venne fondata nel 1729/30 da Georg Albrecht della Frisia Orientale.
A partire dal 1804, la località divenne un popolare luogo di villeggiatura assieme all'isola di Wangerooge, isola che è stata collegata alla terraferma da traghetti in partenza da Carolinensiel fino agli anni cinquanta, ovvero fino a quando qualche chilometro più a nord venne costruito il porto di Harlesiel.

## Economia

### Turismo
Da vedere, tra l'altro, il mulino a vento e il Deutsches Sielhafenmuseum, museo dedicato alla marineria locale (dove sono esposte scialuppe da salvataggio, un'abitazione del 1840, la casa di un capitano, ecc.).

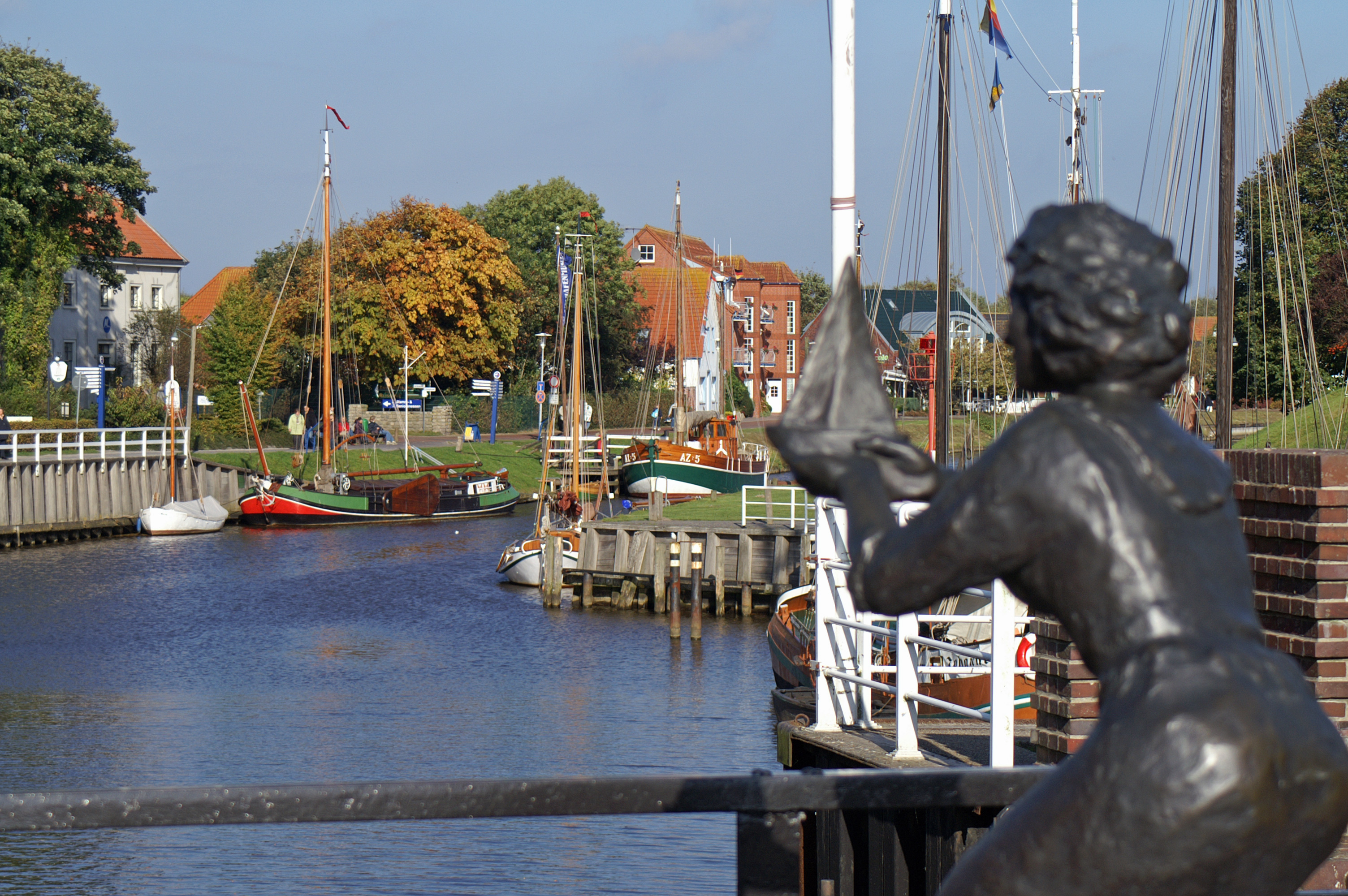
Carolinensiel: il vecchio porto con la scultura eretta nel 2005 in occasione del 275º anniversario della fondazione della località
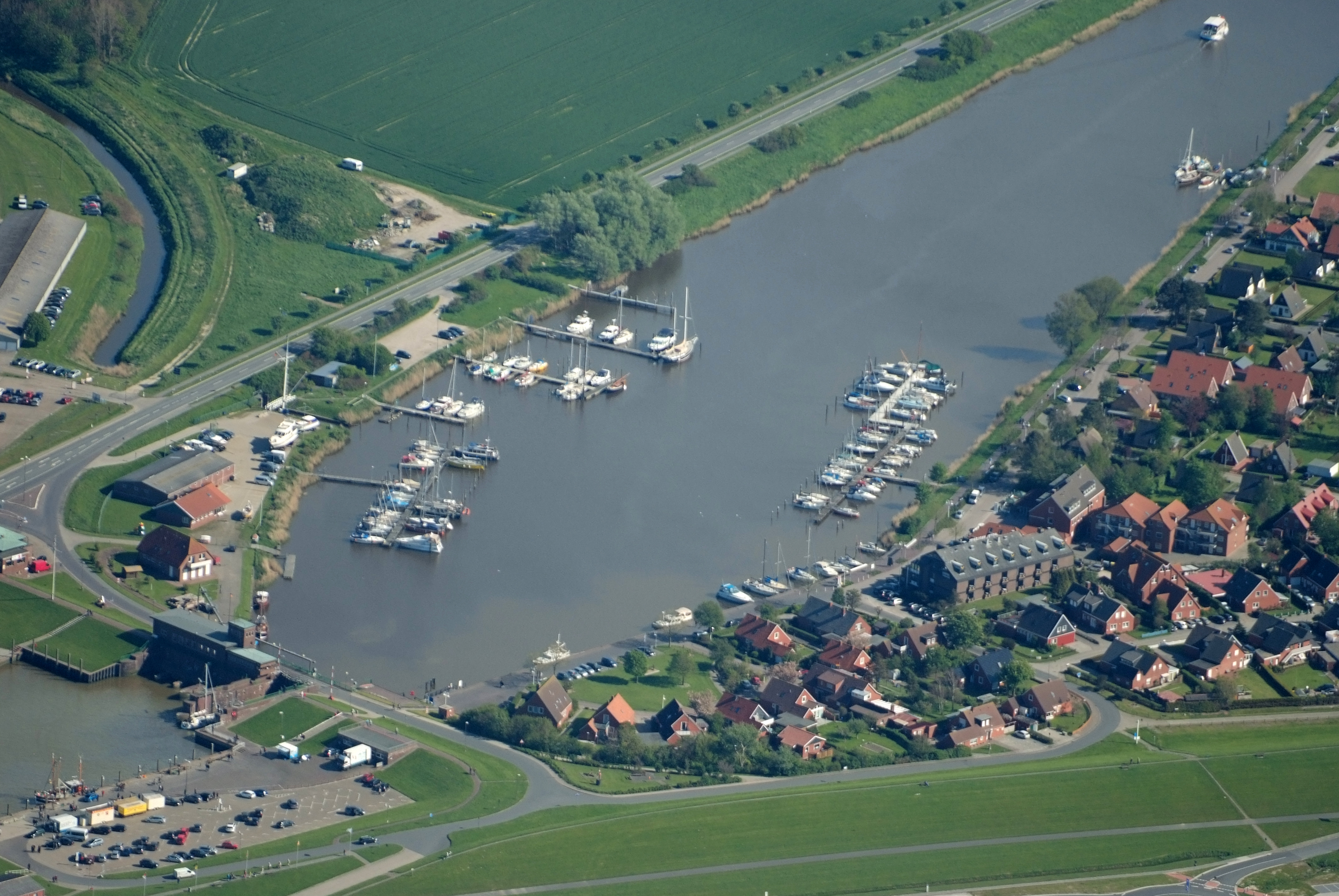
Harlesiel
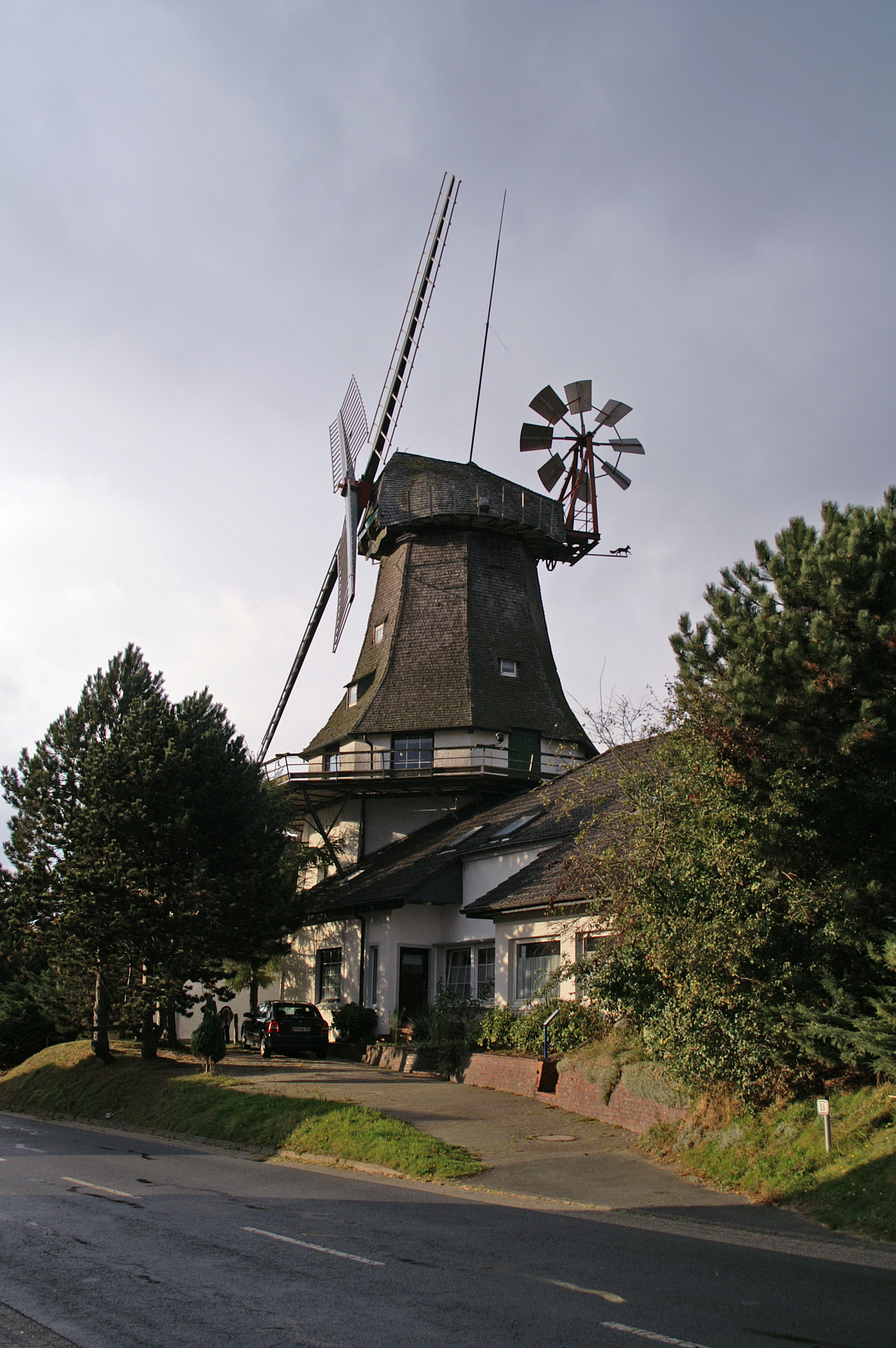
Carolinensiel: mulino a vento
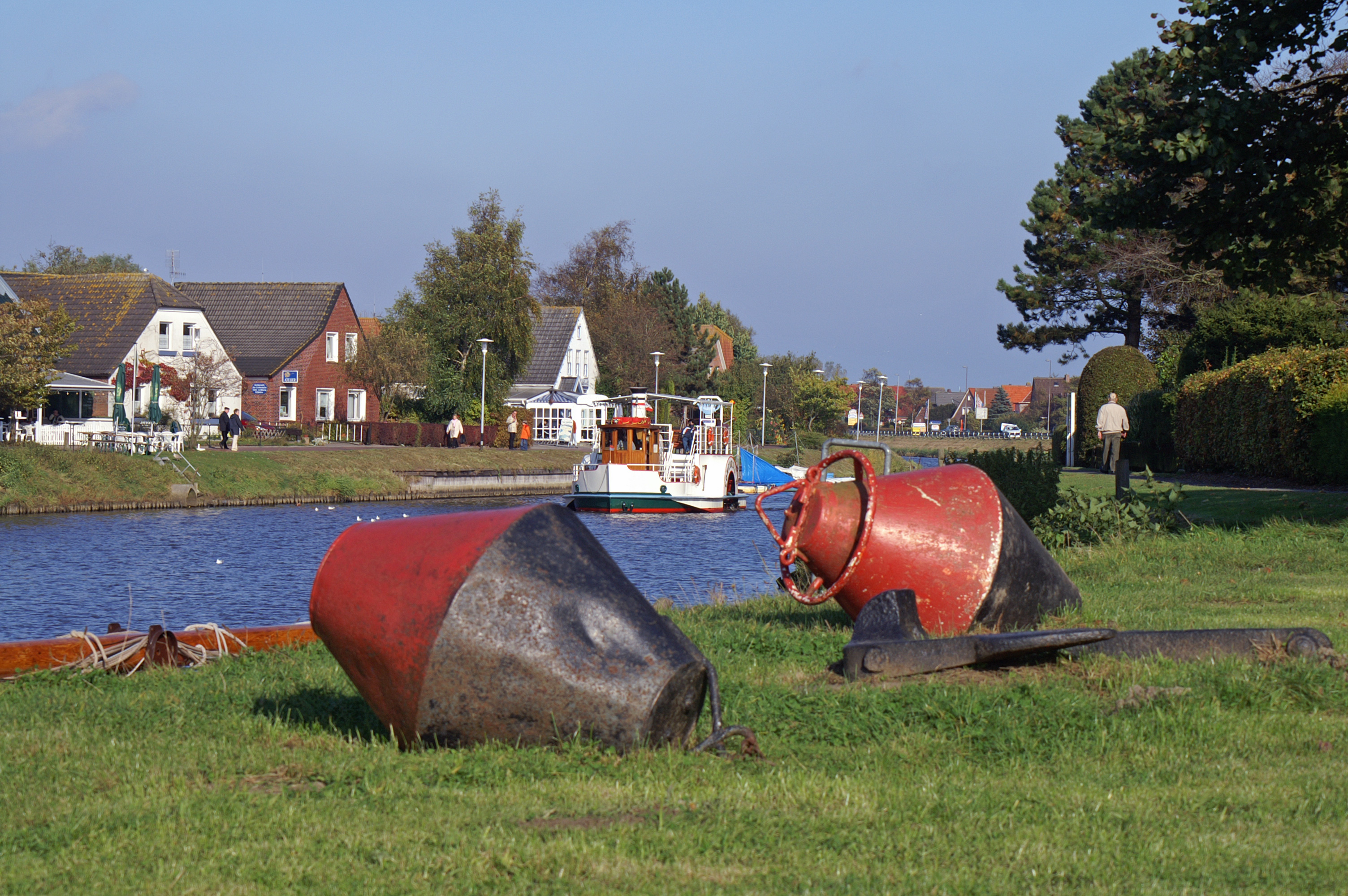
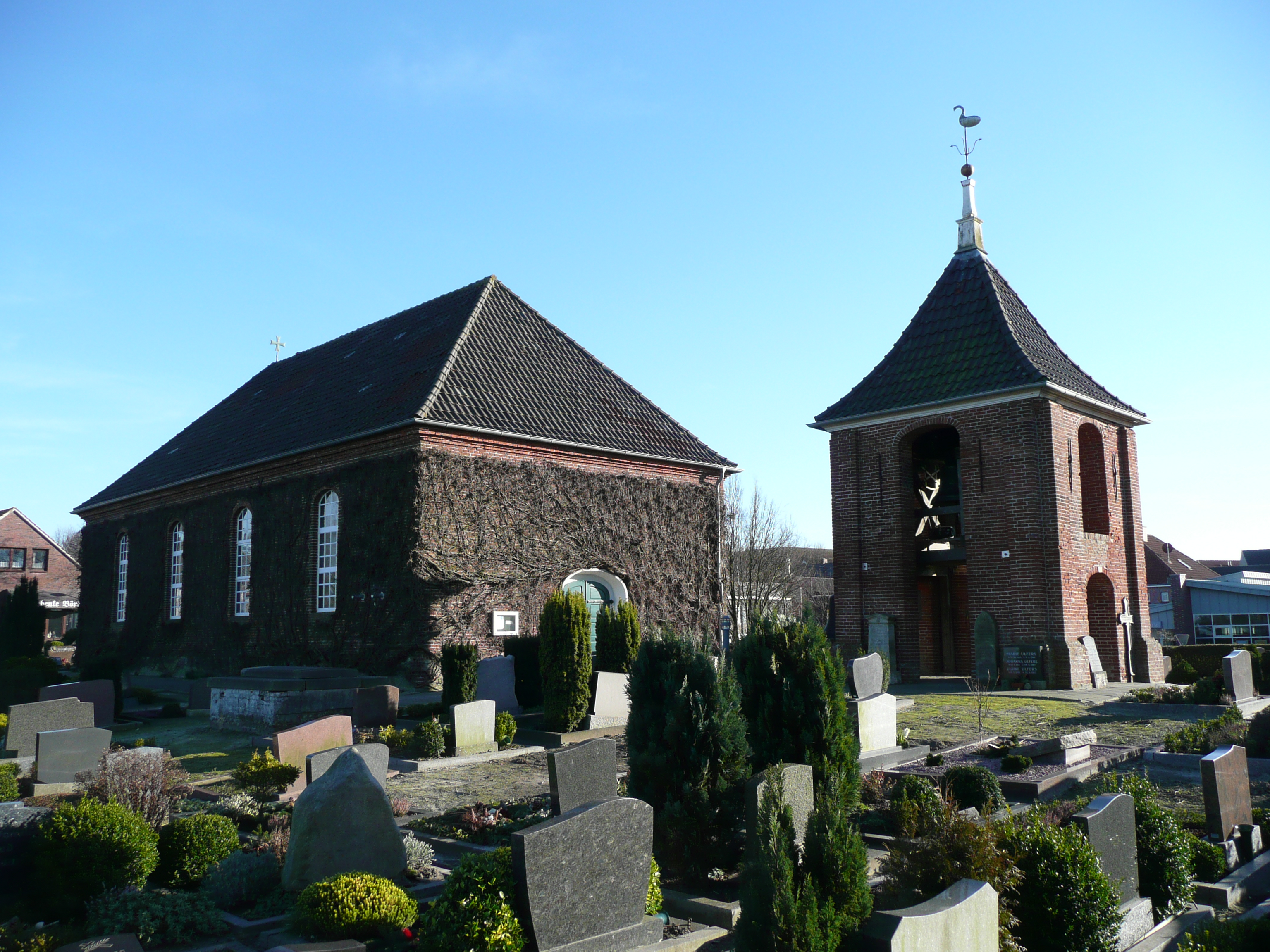
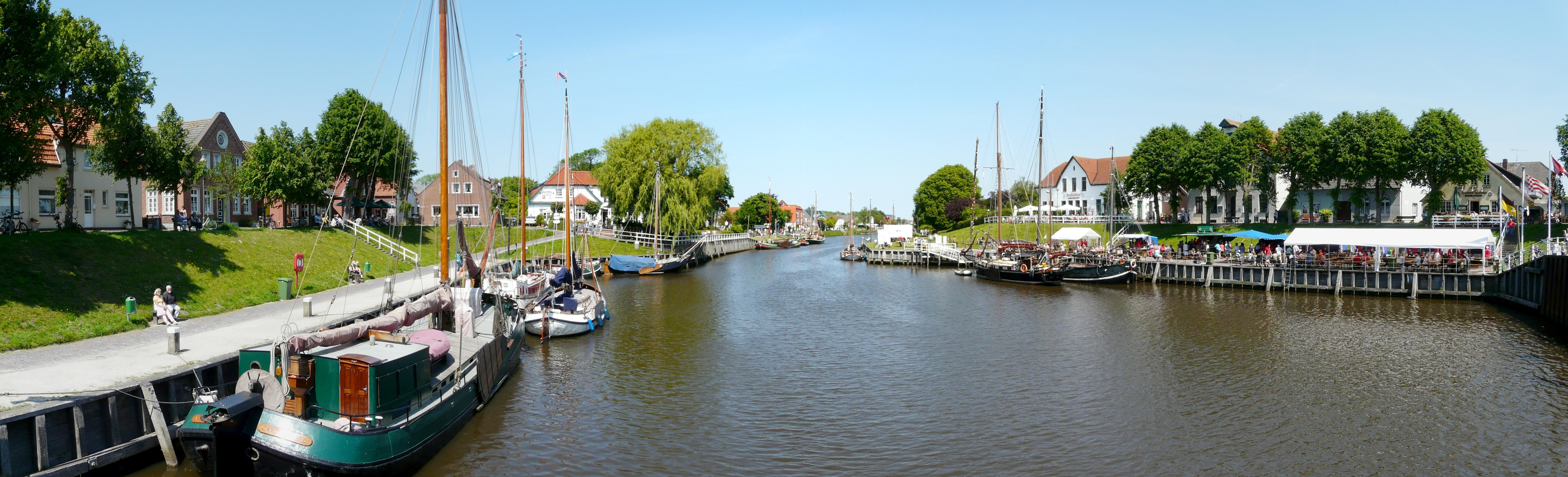